# 신학대전

Summa theologica, 1596

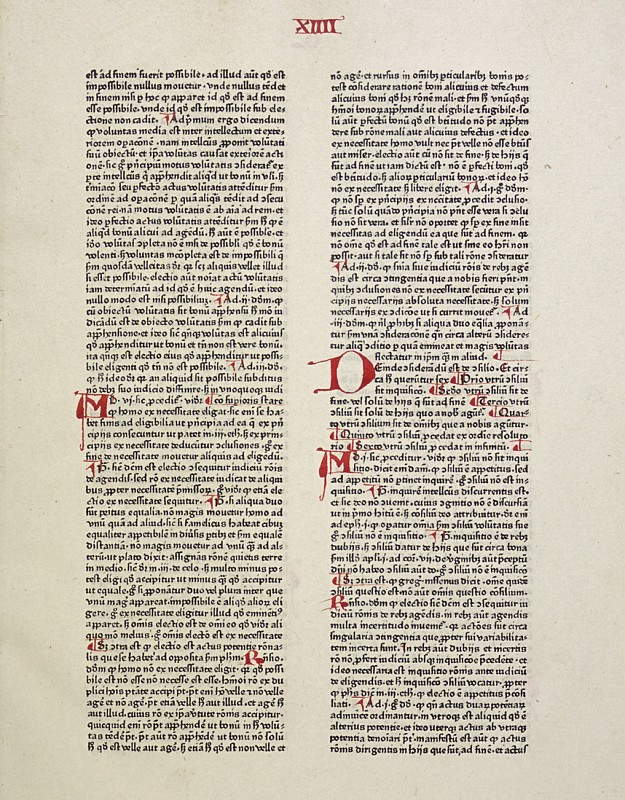
Peter Schöffer의 신학 대전 사본. (1471년)

《신학대전》(神學大全, 영어: Summa Theologica, Summa Theologica, Summa)(1265-1273)은 중세의 스콜라 학파였던 기독교 신학자 토마스 아퀴나스의 대표적 저서이다. 트리엔트 공의회에서 제단 위에 성서 옆에 놓아 권위를 부여하였다.
숨마(Summa, 大全)라는 명칭은 12세기의 스콜라 용어에서 시작된 것으로, 기독교의 진리를 제시할 목적으로 편찬된 여러 학설의 전체적·체계적 집대성을 말한다. 성 빅토르의 후고에 의한 숨마가 최초의 전형이다. 토마스 아퀴나스의 《신학 대전》은 가장 완성된 대표적 작품이다. 페투르스 롬바르두스(1164 사망)에서 전형을 볼 수 있는 《신학명제집(神學命題集)》의 방법(성서나 교부 등의 저서 중에서 신학관계의 중요한 견해(센텐티아)를 모아서 변증적으로 처리하는 것)을 더욱 발전시켜, 철학·논리·정치·경제 등 인간에 관련되는 모든 지식을 유기적으로 구성하고 신앙의 빛에 비추어 학문적으로 체계화한 종합적 노작이다. 《신학 대전》은 중세 대학의 교육활동에서 생긴 것으로, 신학에 요구되는 최소한의 내용을 교육적 효과가 있도록 집약한 것이다.
13세기의 숨마는 다음의 세 목적을 갖고 있다.
1. 주어진 학문영역에 관한 지식의 에센스를 집약한다.
2. 단편적 분석을 넘어 여러 대상을 유기적으로 체계화한다.
3. 학생의 교육에 그 목적을 적응시킨다.

이러한 목적을 갖고서 현실생활을 긍정한 이 신학적 사상 체계는 중세 성기(盛期)에 국가까지도 복종시키는 세속적 권력을 가졌던 가톨릭의 정신적 기반이 되었다. 토마스 아퀴나스의 《신학 대전》은 3부로 구성되며 6백여 문제, 3천여 항목을 포함하고 있다. 제1부(신)와 제2부(인간)는 이탈리아에서의 교수시대(1265-68)와 파리 체재시대(1269-72)에 완성, 제3부(그리스도)는 다시 이탈리아에 돌아와 살던 시대(1272-73)에 썼으나, 미완성인 채 병사하여 제자인 피페르노의 레기날도가 '보유(補遺)'로 완결시켰다. 토마스 아퀴나스는 각부에 많은 문제를 세우고, 각 문제를 몇 개의 항목으로 나누었다. 또 각 항목을 이론(異論), 반대이론(反對異論), 주문(主文), 이론해답(異論解答)으로 구성하였다. 곧 스콜라학의 논증법(論證法)에 따라 우선 자기의 주장과 다른 주장을 말하고, 다음에는 이에 반대하는 주장을 말하고, 끝으로 자기의 주장을 말하여 그 이유를 설명한다. 내용을 보면 아리스토텔레스 등의 그리스 사상과 교부들의 기독교 사상을 종합한 대작이다.

## 같이 보기
- 토마스 아퀴나스